# قلعه کوه درح
بقایای قلعه کوه دُرُح مربوط به قرن ۵ ه.ق تا دوره تیموری است و در شهرستان سربیشه، بخش مرکزی، دهستان درح، ۹ کیلومتری جنوب روستای کلاته شیر واقع شده و این اثر در تاریخ ۸ بهمن ۱۳۸۵ با شمارهٔ ثبت ۱۷۰۷۲ به‌عنوان یکی از آثار ملی ایران به ثبت رسیده است.